# Nemzetközi Ellenőrző Bizottság
A Nemzetközi Ellenőrző Bizottság (angol International Commission of Control, rövidítve ICC, albán Komisioni Ndërkombëtar i Kontrollit) az európai nagyhatalmak által, a londoni nagyköveti konferencia döntése értelmében és az 1913. július 29-én elfogadott albán statútum szellemében felállított, albániai székhelyű nemzetközi szervezet volt, amelynek fő feladatául a szintén nagyhatalmi akarattal létrehozott Albán Fejedelemség alkotmányos alapjainak megteremtését és közigazgatási kereteinek megszervezését tűzték ki. A ténylegesen 1913. október 16-án hét taggal felálló, vlorai székhelyű testület fél évet kapott a munka elvégzésére, de tízéves mandátumot arra, hogy az ország közigazgatását felügyelje, a fejedelem munkáját a továbbiakban is támogassa. A trónra kijelölt Vilmos fejedelem 1914 márciusában érkezett meg az országba, hogy átvegye a közügyek irányítását. Az addig eltelt időszakban a Nemzetközi Ellenőrző Bizottság a belpolitikai helyzet konszolidálásán fáradozott, és a Qemali-kormány 1914. januári lemondásával, majd a Közép-albániai Köztársaság februári megszűnésével kezében összpontosult a végrehajtói hatalom. 1914 márciusára az 1913-as statútumot felváltó alaptörvény-tervezettel is elkészültek, amely végül 1914. április 10-én lépett életbe. Március után azonban a Nemzetközi Ellenőrző Bizottság mozgástere beszűkült. Bár az ország új fővárosa Durrës lett, Vilmos ragaszkodott hozzá, hogy a szervezet székhelye továbbra is Vlorában legyen. A számottevő földrajzi távolság egyúttal azt is jelezte, hogy a fejedelem nem tart igényt a testület tanácsadói és támogatói szerepére, döntéseiket és javaslataikat többnyire figyelmen kívül hagyta. A bizottság ily módon szerepét nem tudta betölteni, jobb híján közvetítői szerepet vállalt a kormányzat és a Dél-Albániában kikiáltott Észak-epiruszi Autonóm Köztársaság, valamint a közép-albániai felkelés vezetői között. Albánia belpolitikai, katonai és pénzügyi helyzete egyre kezelhetetlenebbé vált, s az Európában kibontakozó első világháború is feszültségeket teremtett a bizottság tagjai között. 1914. szeptember 6-án, három nappal azután, hogy maga Vilmos fejedelem – a Përmeti-kormány tagjaival együtt – elmenekült az országból, a Nemzetközi Ellenőrző Bizottság is feloszlatta önmagát. Az Albán Fejedelemség de facto megszűnt létezni.

## Előzményei
Az 1912. október 8-án kitört első Balkán-háborúban Szerbia, Montenegró és Görögország elfoglalta az addig az Oszmán Birodalomhoz tartozó albán lakta területek nagy részét. Pár hónappal korábban az albánok fegyveres felkeléssel vívták ki a birodalmon belüli autonómiájukat (Albánia vilajet), az új helyzetben azonban félő volt, hogy területeik a szomszédos nemzetállamok martalékává válnak. Ezért több évszázados oszmán hódoltság után 1912. november 28-án a vlorai nemzetgyűlésen kikiáltották a független Albániát, és az ideiglenes Qemali-kormány is megkezdte működését. A háborúban harcoló felek 1912. december 3-án tűzszünetet kötöttek, s a nagyhatalmak által kezdeményezett londoni nagyköveti konferencián december 17-én megkezdődtek a békét előkészítő tárgyalások. A brit külügyminiszter, Edward Grey elnökletével zajló tárgyalássorozaton Franciaország, Németország, az Osztrák–Magyar Monarchia, Olaszország és Oroszország Londonba akkreditált nagykövetei vettek részt. Az albánok autonómiájának garantálása mellett 1913 folyamán megszületett a döntés az albán–montenegrói és albán–szerb államhatárok kérdéséről is (londoni egyezmény), 1913. július 29-én pedig elfogadták Albánia statútumát, amely a függetlennek elismert állam belső szervezeti felépítéséről rendelkezett.
Ezzel az aktussal hivatalosan is megszületett a független, örökletes Albán Fejedelemség. A statútum rendelkezései értelmében az ország semlegességét, közigazgatási és gazdasági ügyeit a hat nagyhatalom képviselőiből és egy albán küldöttből álló, héttagú Nemzetközi Ellenőrző Bizottság volt hivatott felügyelni elsősorban az albán trón elfoglalásáig és a közjogi rendszer kialakításáig tartó időszakban. A testület tízéves mandátumot kapott arra, hogy felügyeleti és tanácsadói munkáját az Albán Fejedelemség szolgálatába állítsa. Albánia azonban gazdasági, infrastrukturális és kulturális elmaradottsága mellett számos belpolitikai nehézséggel küzdött. Az ország jelentős területei idegen megszállás alatt álltak, az államhatárok kérdését a nagyhatalmak még nem tisztázták megnyugtatóan, és a még szabad területek albánságát is megannyi politikai érdek osztotta több frakcióra. A függetlenség óta az ország közügyeit irányító Qemali-kormány a fennhatósága alatt álló területen be tudott ugyan vezetni egyfajta közigazgatást, de az ország középső területein az Ismail Qemalival szembehelyezkedő Esat Toptani szervezett ellenkormányt és kiáltotta ki a Közép-albániai Köztársaságot, Shkodra városa nemzetközi katonai igazgatás alatt állt, az északi törzsek pedig megtartották függetlenségüket.

## Megalakulása

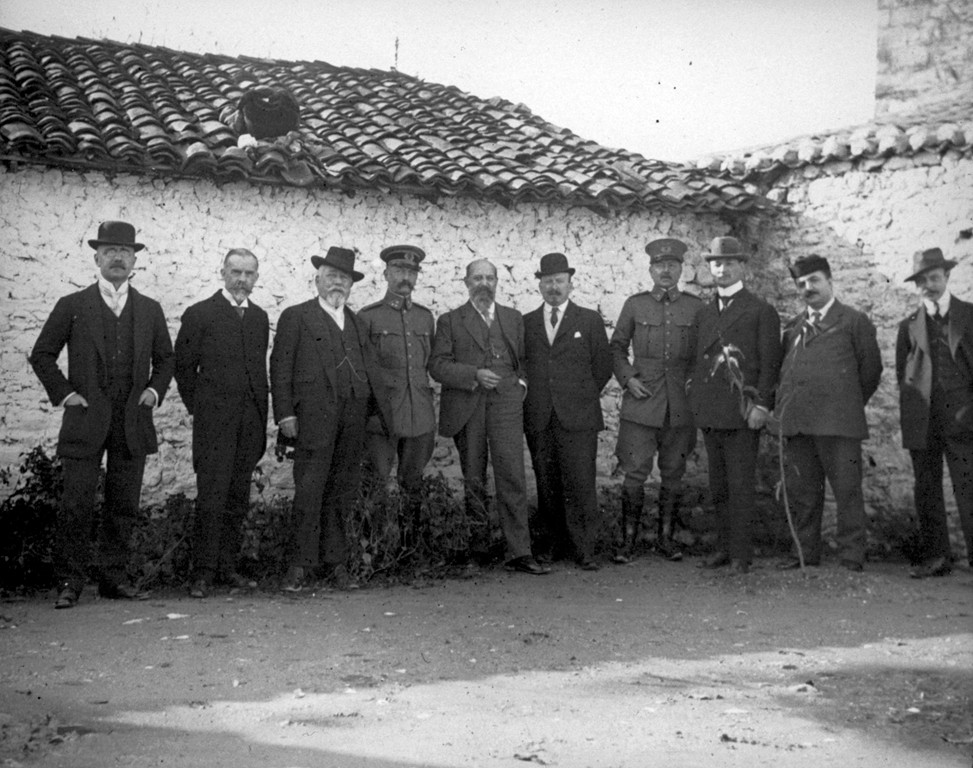
A Nemzetközi Ellenőrző Bizottság néhány tagja a Nemzetközi Csendőrség főtisztjeivel és albán notabilitásokkal
Balról jobbra, a bizottsági tagok dőlt betűvel: Kral, Lamb, Leoni, de Veer, ismeretlen, Petrjajev, Thomson, Winckel, Libohova, Noga

A Nemzetközi Ellenőrző Bizottság ténylegesen 1913 őszén alakult meg vlorai székhellyel, első ülésükre 1913. október 16-án került sor. A nagyhatalmak képviseletében a bizottság tagja a brit Harry Harling Lamb, a francia Léon-Alphonse-Thadée Krajewski, az osztrák–magyar Aristoteles Petrović, az orosz Alekszandr Mihajlovics Petrjajev, a német Julius Winckel és az olasz Alessandro Leoni voltak. A Nemzetközi Ellenőrző Bizottság albán tagjává Myfit Libohova külügyminisztert választották, ezzel Ismail Qemali egyik legfőbb kormányon belüli támogatóját, veszítette el. Miután Libohova az 1914. március 18-án felesküdött Përmeti-kormányban megbízást kapott az igazság- és vallásügyi tárca vezetésére, a Nemzetközi Ellenőrző Bizottság új albán tagja Mehdi Frashëri lett. Frashëri egyébként már 1913 augusztusától a bizottság mellé rendelt titkárok egyike volt, akárcsak Kostandin Çekrezi.
A bizottság fő feladata az albán társadalmi és politikai viszonyok feltérképezése, egy alkotmánytervezet, vagyis Albánia kormányzati formájának az államszervezet, közigazgatás, rendvédelem és gazdaságirányítás valamennyi területére kiterjedő kidolgozása volt. A munkával hat hónapon belül el kellett készülniük. A hetente négy alkalommal ülésező bizottság tagjai egyfajta munkamegosztással éltek. Lamb és Krajewski feladata a pénzügyek rendbetétele volt, Petrović és Winckel a rendvédelmi kérdésekben mélyedt el, Petrjajev és Leoni pedig az új állam közjogi vonatkozásaival foglalkozott.
A Nemzetközi Ellenőrző Bizottsággal párhuzamosan két másik, nagyhatalmi mandátummal felállított nemzetközi szervezet kezdte meg tevékenységét Albániában 1913 októberében. Egyikük a déli albán–görög államhatárt helyszíni bejárással, a lakosság etnikai hovatartozásának figyelembevételével véglegesítő Albánia Határait Kijelölő Nemzetközi Bizottság volt, amelynek munkája az 1913. december 17-én ratifikált firenzei egyezménnyel zárult le. A másik a holland tisztek irányításával 1913 októberétől szerveződő, Willem de Veer és Lodewijk Thomson parancsnoklása alatt álló Nemzetközi Csendőrség volt.

## Tevékenysége

### Lépések a belpolitikai helyzet konszolidálásáért
A Nemzetközi Ellenőrző Bizottság tagjai eleinte határozott utasítást kaptak arra nézve, hogy az államigazgatás helyi szerveit, vagyis az Ismail Qemali vezette ideiglenes nemzeti kormány, Esat Toptani durrësi ellenkormánya vagy bármely más regionális önkormányzati testület joghatóságát ne ismerjék el, sőt, amennyiben lehetséges, számolják fel. A helyi szervekkel szembeni merev elzárkózás hamarosan azonban enyhült, s 1913. november 28-án – Albánia függetlenségének első évfordulóján – a nagyhatalmak képviseletében eljáró Nemzetközi Ellenőrző Bizottság elismerte a Qemali-kormányt mint a független Albánia végrehajtó hatalmát.
Ezt követően azonban a Qemali-kormány még két hónapig volt hivatalban. Az 1914 januárjában Vlorában leleplezett oszmanista Grebena-összeesküvés kapcsán felmerült a gyanú, hogy maga Qemali állt az események hátterében, és bár bizonyítékokkal nem tudták alátámasztani e híreszteléseket, a Qemali-kormány egyébként is megfogyatkozott tekintélyét végletesen aláásták. 1914. január 15-én Ismail Qemali a nagyhatalmakhoz fordult azzal, hogy lemond az ideiglenes nemzeti kormány vezetéséről, és a végrehajtó hatalmat kész átadni a Nemzetközi Ellenőrző Bizottságnak arra az időtartamra, míg az időközben kijelölt albán fejedelem, Vilmos el nem foglalja az ország trónját. A kormány és a Nemzetközi Ellenőrző Bizottság képviselői Vlorában, 1914. január 22-én formális keretek között aláírták a hatalomátvételről szóló dokumentumokat. Új ideiglenes kormány alakult Fejzi Alizoti vezetésével, amely a Nemzetközi Ellenőrző Bizottság irányítása alatt január 28-án kezdte meg a tényleges munkát.
A bizottság elszánt volt a tekintetben, hogy további lépéseket tesz a belpolitikai helyzet megszilárdításáért az uralkodó megérkezéséig hátra lévő időben. Február elején a Nemzetközi Ellenőrző Bizottság két tagja, a brit Lamb és a német Winckel felkereste Durrësban Esat Toptanit, a Közép-albániai Köztársaság és ellenkormányának vezetőjét, hogy arra buzdítsák, Qemali példáját követve hagyja el Albániát. Toptani erre nem volt hajlandó, ellenkormánya és a Közép-albániai Köztársaság feloszlatásának pedig azt szabta feltételéül, hogy ő vezethesse a leendő uralkodónak az albán koronát felajánló delegációt. Február elejére a korábban nemzetközi katonai igazgatás alatt álló Shkodra helyi tanácsa megszerveződött, s átvette a város irányítását a George Fraser Phillips ezredes vezette nemzetközi kontingenstől. Utóbb a város kormányzója a Nemzetközi Ellenőrző Bizottság megbízásából Fejzi Alizoti, az 1914 január–márciusában működő ideiglenes kormány miniszterelnöke lett.
Ezekkel a lépésekkel a Nemzetközi Ellenőrző Bizottságnak 1914 tavaszáig sikerült elérnie, hogy az addig szétszabdalt albániai területek feletti ellenőrzés egy kézben összpontosuljon, ráadásul nagyhatalmi nyomásra a Dél-Albániát megszállt görög csapatok evakuálása is küszöbön állt.

### Az Albán Fejedelemség alaptörvénye
A bizottság mindeközben kötelezettségeinek megfelelően az Albán Fejedelemség alaptörvényén dolgozott, amelyet március közepén adtak át az időközben a trónját elfoglaló Vilmos fejedelemnek és a Përmeti-kormánynak véleményezésre. Az alkotmány 1914. április 10-én lépett életbe, ezzel az 1913. július 29-ei nagyhatalmi statútumot hatályon kívül helyezte. A dokumentumot ünnepélyes külsőségek között Vlorában írták alá a Nemzetközi Ellenőrző Bizottság tagjai, illetve a Përmeti-kormány képviseletében az albán küldött, Mehdi Frashëri. Az alaptörvény nagyhatalmi garanciával deklarálta az ország semlegességét, felállított egy négy miniszterből álló, az uralkodónak felelős végrehajtó tanácsot, és elrendelte a törvényhozó nemzetgyűlés összehívását. A négyévente újraválasztandó nemzetgyűlésbe a hét prefektúra mindegyike három-három küldöttet delegálhatott, tíz képviselőt pedig maga az uralkodó jelölhetett ki. Emellett helyet kaptak a parlamentben a szunnita muszlim, a római katolikus, az ortodox és a bektási felekezetek vezetői, továbbá az Albán Nemzeti Bank vezetője.

### A bizottság mozgásterének beszűkülése
A fejedelem érkezése azonban jelentős változásokat eredményezett a Nemzetközi Ellenőrző Bizottság szerepkörében. 1914. február 21-én a Toptani vezette albán delegáció Neuwiedben felajánlotta az Albán Fejedelemség koronáját Wilhelm zu Wied hercegnek, aki ezzel Vilmos fejedelem néven az ország uralkodója lett. Vilmos – feleségével, Zsófiával együtt – március 7-én meg is érkezett Durrësba, hogy elfoglalja a trónt. A fejedelem fogadására megjelent kormánytagok, konzulok és notabilitások mellett a Nemzetközi Ellenőrző Bizottság is képviseltette magát az eseményen. A bizottság már korábban, 1914. február 3-án javasolta, hogy a délnyugati Vlora helyett a központibb elhelyezkedésű Durrës legyen az Albán Fejedelemség székvárosa, így március 7-én Vilmos már az új fővárosba érkezett, amelynek népe egy hétig tartó össznépi vigalommal ünnepelte a fejedelmet. Hamarosan azonban a kijózanodás vette át az eufória helyét, Vilmos uralkodása legelején hibát hibára halmozott. A Qemali-kormány január 22-ei feloszlásával alakult ideiglenes Alizoti-kabinet helyett az 1914. március 14-én kinevezett és március 18-án felesküdött Përmeti-kormány vette át a közügyek irányítását. A kormányfő, Turhan Përmeti személye és a kormány összetétele felzúdulást keltett a haladó gondolkodású albánok körében, különösen a gátlástalan intrikus hírében álló, bel- és hadügyminiszternek kinevezett, saját uralkodói ambícióit dédelgető Esat Toptani kulcspozíciókba kerülése borzolta fel a kedélyeket. Vilmos ezt azzal tetézte, hogy a tényleges tapasztalatot és támogatást nyújtani képes Nemzetközi Ellenőrző Bizottságot is maga ellen fordította: miután a bizottság Vilmos kezébe tette le a végrehajtói hatalmat, a fejedelem hallani sem akart arról, hogy a nemzetközi testület székhelyét Durrësba áthelyezve a munkáját segítse, és nyersen visszarendelte őket a déli Vlorába.
Az alkotmányos munka lezárulását követő időszakban a Nemzetközi Ellenőrző Bizottság jobb híján diplomáciai-békéltetői munkát végzett az Albán Fejedelemség és az ellene irányuló fegyveres felkelések vezetői között. 1914. február 28-án elszakadáspárti görögök felkelést robbantottak ki Dél-Albániában, és Gjirokastra fővárossal kikiáltották az Észak-epiruszi Autonóm Köztársaságot. A Përmeti-kabinet március 29-én azzal a kéréssel fordult a Nemzetközi Ellenőrző Bizottsághoz, hogy befolyásukat vessék latba a dél-albániai helyzet rendezésére. Április 24-én a Nemzetközi Ellenőrző Bizottság memorandumot intézett az észak-epiruszi mozgalom mögött álló görög kormányhoz, amelyben garantálták a szabad vallásgyakorlás és nyelvhasználat elvét az epiruszi területeken, valamint garanciákat ígértek a görög nyelv szabad használatára a hivatali ügyintézés és az igazságszolgáltatás területén is. Egyúttal ajánlást tettek a Përmeti-kormány felé is, hogy ennek megfelelően szervezzék meg görög anyanyelvűek toborzását a dél-albániai közigazgatási szervek és a csendőrség soraiba. Jeórjiosz Hrisztákisz-Zográfosz, az északepiróta államalakulat vezetője 1914. május 6–7-én Sarandában tárgyalóasztal mellé ült a Nemzetközi Ellenőrző Bizottság képviselőivel, hogy a készülő albán–északepiróta egyezmény tartalmáról tárgyaljanak. A megbeszélések Korfu szigetén folytatódtak, és 1914. május 17-én az északepiróták és a Nemzetközi Ellenőrző Bizottság képviselői a korfui Bella Venezia hotelban megegyeztek a korfui egyezmény néven ismert dokumentum végleges változatáról. Az egyezmény fő vonalakban visszaállította az 1913-as firenzei egyezménnyel kijelölt államhatárokat, de Korça és Gjirokastra körzetében elismerte az északepiróták önrendelkezési jogait, és hatáskörükbe utalta e két kerület közigazgatási, katonai, rendvédelmi és közoktatási kérdéseit, valamint elismerte a görögök nyelvhasználati jogait a közoktatás és a vallásgyakorlás területén egyaránt. A nagyhatalmak ugyanakkor kikötötték, hogy az autonóm Észak-Epirusz az Albán Fejedelemség része, az északepiróták uralkodójukul ismerik el Vilmost és képviselőket küldenek az albán nemzetgyűlésbe.
Időközben, 1914. május 21-én kitört az oszmanista és iszlamista követeléseket megfogalmazó, a fővárost körülzáró közép-albániai felkelés. Május 26–28-án a Nemzetközi Ellenőrző Bizottság tagjai tárgyaltak legelőször a felkelők vezetőivel, akik egyebek mellett azt is követelték, hogy nevezzenek ki egy muszlim tagot a Nemzetközi Ellenőrző Bizottságba. Az egyeztetés eredménytelenül zárult. Jóllehet, a későbbiekben a bizottság ezen a téren is háttérbe szorult, és inkább a kormány képviselői tárgyaltak a lázadók vezéreivel, 1914 júliusára a Vilmos fejedelmet és a kormányt végképp elutasító felkelők ismét a Nemzetközi Ellenőrző Bizottságra tekintettek elfogadható tárgyalófélként.

## Feloszlása
A nagyhatalmakat képviselő Nemzetközi Ellenőrző Bizottság belpolitikailag egyre súlytalanabb lett, hathatós szerepet nem tudott betölteni a közigazgatás szervezésében, miután Vilmos fejedelem – az egyre kezelhetetlenebb belpolitikai helyzet dacára – döntéshozatalaiban továbbra is makacsul mellőzte a testület ajánlásait. A fejedelemhez hű vloraiak és az őket szervező Ismail Qemali július 19-én éppen ezért arra kérték az uralkodót, hogy a helyzetet megoldani képtelen Përmeti-kabinetet menesszék, és az ország végrehajtó hatalmául a Nemzetközi Ellenőrző Bizottságot jelöljék ki. Qemali úgy vélte, hogy a nagyhatalmak képviselőiből álló testület a tagokat delegáló kormányokon keresztül eredményesebben képviselheti Albánia területi egységének ügyét. Másnap, július 20-án a fejedelem össze is hívott egy értekezletet, az azonban eredménytelenül, a döntés elodázásával zárult. 1914. augusztus 2-án a Nemzetközi Ellenőrző Bizottság durrësi ülésén a testület tagjai megegyeztek abban, hogy Vilmos fejedelmet az ország ideiglenes elhagyására buzdítják, ők pedig a Përmeti-kormánnyal karöltve stabilizálják a belpolitikai helyzetet. Vilmos azonban ezúttal sem hallgatott a tanácsukra. Az első világháború árnyékában ráadásul a Nemzetközi Ellenőrző Bizottság működőképessége is megkérdőjeleződött, miután a testületben az egymással immár szembenálló antant- és központi hatalmak képviselői néztek farkasszemet egymással. Augusztus 17-én a bizottság brit tagja, Harry Lamb távozott elsőként az országból. Időközben az államkincstár kiürült, az északepiróták és a közép-albániai felkelők egyre nagyobb területekre terjesztették ki fennhatóságukat, a főváros és a fejedelmi udvar helyzete tarthatatlanná vált. A veszélyt érzékelve a Nemzetközi Ellenőrző Bizottság képviselői kezükbe vették a kezdeményezés jogát, és augusztus 31-én Shijakba mentek, hogy tárgyaljanak a felkelők vezetőivel, de megérkezésük után azonnal visszarendelték őket Durrësba. Az albán csendőri testületben ugyanis zendülés tört ki, és a felkelők fegyveres támogatásával fenyegetőztek, amennyiben a fejedelem zsoldjuk kifizetését elmulasztva hagyná el az országot. A rendkívüli helyzetet kihasználva a felkelők egy csoportja megtámadta Durrëst, lövéseket adott le a fejedelmi palotára és ideiglenesen kitűzték az oszmán lobogót. A felkelők szeptember 1-jén levelet intéztek a Nemzetközi Ellenőrző Bizottsághoz azzal a követeléssel, hogy Vilmos azonnal hagyja el az országot, ellenkező esetben megadásig tűz alá veszik a fejedelmi palotát.
Vilmos két nappal később, 1914. szeptember 3-án elfogadta a felkelők követeléseit és a Nemzetközi Ellenőrző Bizottság hasonló szellemű tanácsát. Az olasz Misurata jacht fedélzetén Zsófia, Turhan Përmeti miniszterelnök és a kormány néhány tagja társaságában reggel hét órakor elhagyta Albániát. Elismerte, hogy az áprilisban elfogadott alaptörvénynek nem volt képes érvényt szerezni, hatalmát és a kormányzási funkciókat átruházta a Nemzetközi Ellenőrző Bizottságra. Formálisan tehát a Nemzetközi Ellenőrző Bizottság vette át újra az államügyek irányítását, de az első világháború kiteljesedésével és a tarthatatlanná vált albániai helyzettel a testület is működésképtelenné vált, így 1914. szeptember 6-án – ugyanazon a napon, amikor a felkelők elfoglalták Durrëst – feloszlatta önmagát.
A kialakult alkotmányos válságban Csaplár-Degovits Krisztián a fejedelemé mellett a Nemzetközi Ellenőrző Bizottság felelősségét is felveti. Úgy véli, a nagyhatalmak által delegált tagokból álló szervezet ahelyett, hogy erős kézzel konszolidálta volna az albán államiságot, jobbára csupán az események tanúja volt és mindenben az erélytelen, a tapasztalatukat egyébként is mellőző fejedelem akaratának rendelte alá magát.